# Girolamo Vitali

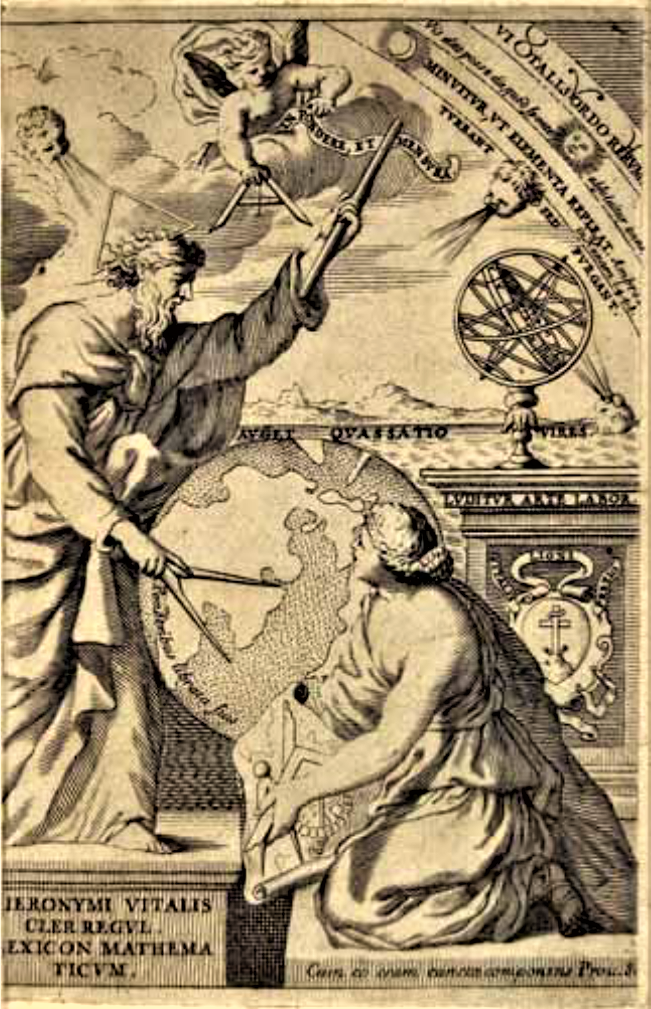
Frontespizio del Lexicon mathematicum astronomicum geometricum, nell'edizione del 1668.

Girolamo Vitali (Capua, 1623 – 1698) è stato un astrologo, matematico e religioso italiano.

## Biografia
Entrò a far parte dei Chierici regolari teatini, presso il convento di Sant'Eligio a Capua, dove fu ordinato sacerdote in giovane età.
Successivamente si trasferì a Roma, presso la chiesa di San Silvestro.
Tra le scarne notizie su di lui, si sa che fu seguace dell'illustre astrologo Placido Titi, restando affascinato dalla sua spiegazione del lessico astrologico egizio in termini di relazioni geometriche e proporzioni armoniche delle sfere celesti, che andava oltre l'interpretazione di Tolomeo.
Sotto l'influsso di Titi, Girolamo Vitali raggiunse la notorietà con la pubblicazione del trattato matematico e astrologico Lexicon mathematicum astronomicum geometricum, avvenuta a Parigi nel 1668. Si trattava del più completo dizionario storico dei termini astrologici fino allora prodotto, contenente 1345 lemmi.
A seguito di diversi attacchi rivolti alla concezione astrologica da lui esposta, tuttavia, il Vitali operò una profonda revisione del suo Lexicon, pubblicandone una nuova versione molto rimaneggiata nel 1690, in cui ridusse i riferimenti all'astrologia, e introdusse ulteriori argomenti di matematica e architettura militare.
Tra le altre opere figurano alcune tavole astronomiche sul primo mobile, edite a Norimberga nel 1676.
Nella Digressio physio-theologica ad verbum Sympathia, originariamente accluso al Lexicon, Vitali tratta invece del magnetismo e della polvere di simpatia.

## Opere
- Lexicon mathematicum astronomicum geometricum, Hoc est rerum omnium ad utramque immo & ad omnem fere Mathesim quomodocumque spectantium, Collectio, & explicatio. Adiecta brevi novorum Theorematum expensione, verborumque exoticorum dilucidatione ut non injuria Disciplinarum omnium Mathematicarum summa, & Promptuarium dici possit. Auctore Hieronymo Vitali Capuano Clerico Regulari vulgo Teatino, Parisiis, ex Off. L. Billaine, 1668.
- Digressio physio-theologica ad verbum sympathia. De magnetica vulnerum curatione, 1668.
- Viaggio al cielo di S. Gaetano Thiene, Institutore e primo Padre de Chierici Regolari, spiegato in nove Considerazioni Encomiastiche e Morali sopra la di lui vita e principali Virtù in ordine all’esercizio della Novena, 1671.
- Absolutissimae primi mobilis tabulae, ad integrum quadrantem ex triangulorum ratiocinio concinnatae, 1676.
- Lexicon mathematicum: hoc est rerum omnium ad universam plane Mathesim quoquo modo, directe, vel indirecte spectantium, collectio, et explicatio. Continens Terminorum, praesertim exoticorum, dilucidationem, nominis rationem, atque Etymologiam, Principia, Praecepta communia, Axiomata, ac brevem, et exactam, doctrinae traditionem; adiectis, ubi opus est, schematibus, ad pleniorem Tyronum intelligentiam, Romae, Typis et impensis Josephi Vannaccii, 1690.